# Energija ničelne točke
Energíja níčelne tóčke (tudi níčelno níhanje) je v fiziki najnižja možna energija, ki jo ima lahko kvantnomehanski fizikalni sistem, in je energija osnovnega stanja. Kvantnomehanski sistem, ki vsebuje takšno energijo, je polje ničelne točke (vakuumsko stanje). Koncept sta leta 1913 prva predlagala Albert Einstein in Otto Stern. Izraz »energija ničelne točke« je kalk nemške besede Nullpunktenergie. Vsi kvantnomehanski sistemi imajo energijo ničelne točke. Izraz se po navadi pojavlja v povezavi z osnovnim stanjem kvantnega harmoničnega oscilatorja in njegovih ničelnih nihanj.
Pojem energije ničelne točke se včasih rabi kot sopomenka za energijo vakuuma, količino energije, povezane z vakuumom praznega prostora. Kadar se rabi na ta način, se imenuje tudi kvantna vakuumska energija ničelne točke. V kozmologiji enega od možnih razlag kozmološke konstante daje energija vakuuma. Spreminjanje energije ničelne točke pri premikanju mej vakuumskega področja vodi do Casimirjevega pojava, opazljivega z nanotehniškimi napravami.